# Madam C. J. Walker
Sarah Breedlove, nota come Madam C. J. Walker, (Delta, 23 dicembre 1867 – Irvington, 25 maggio 1919), è stata un'imprenditrice, filantropa e attivista statunitense.
È considerata la prima donna americana che senza aiuti è diventata milionaria. Fece fortuna sviluppando e commercializzando una linea di prodotti per capelli dedicata alle donne nere con l'azienda da lei fondata, la "Madam C. J. Walker Manufacturing Company".

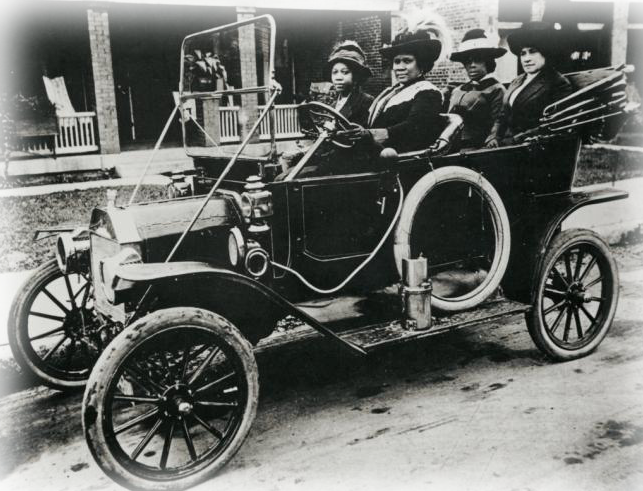
Madam C. J. Walker, alla guida della sua automobile, con alcune amiche.

## Gli anni della giovinezza
La Walker era nata col nome di Sarah Breedlove il 23 dicembre 1867 a Delta, nella Louisiana, da Owen e Minerva Anderson Breedlove.
Delta a quel tempo era un villaggio unincorporated (senza personalità giuridica) di poche case abitate da bianchi e centinaia di schiavi neri sparsi in baracche di legno nel territorio.

Era la quinta dei sei figli nati ai Breedlove. Dal più anziano i fratelli erano: Louvenia, Alexander, James, Owen Jr. e, più giovane di lei, Solomon.
I suoi genitori e fratelli maggiori erano schiavi in una piantagione a Madison Parish di proprietà di Robert W. Burney, un ricco possidente con un migliaio di ettari e circa sessanta schiavi.
La piantagione di Burney era stata confiscata dai soldati dell'Unione nel 1865, ma i Breedlove rimasero come dipendenti in una terra soggetta alternativamente alle inondazioni e alla siccità.
Quando Sarah aveva due anni, un eccezionale raccolto di cotone permise ai suoi genitori di pagare la tassa sul vincolo matrimoniale di 100 dollari e di sposarsi, legittimando così la loro unione ventennale e i sei figli.
Sarah era il primo membro della sua famiglia nato libero, essendo entrato in vigore il Proclama di emancipazione prima della sua nascita. Visse con la famiglia in una baracca di legno e fino all'età di 7 anni, facendo umili lavori; ogni anno aiutava i suoi familiari nella raccolta del cotone.
Nel 1874, quando avrebbe dovuto frequentare la prima elementare, il Freedman's Bureau chiuse le scuole pubbliche in Louisiana per mancanza di fondi.
Sua madre morì, probabilmente a causa del colera, nel 1872. Suo padre si risposò con May Lewis, ma morì poco dopo.
Sarah andò a vivere con la sorella maggiore e il cognato, Willie Powell. All'età di 14 anni sposò Mosè McWilliams per sfuggire ai maltrattamenti di Powell e tre anni dopo nacque la figlia Lelia McWilliams (che in seguito cambiò il suo nome in A'Lelia Walker, per motivi sconosciuti). Quando Sarah era ventenne, il marito morì e Lelia aveva appena 2 anni.
Le truppe federali avevano lasciato gli ex stati confederati e la loro partenza aveva aperto la strada a un regno del terrore che spinse migliaia di neri ad abbandonare il sud.
Anche Sarah, vedova ventunenne con una figlia di tre anni, si trasferì nel 1882 al nord, a St. Louis, dove vivevano i suoi fratelli. Lavoravano tutti come barbieri.

A St. Louis si mise in contatto con la St. Paul's African Methodist Episcopal Church, dove fu aiutata a trovare lavoro, come lavandaia, presso famiglie bianche e una sistemazione per la figlia Lelia, che non aveva ancora cinque anni, alla St. Louis Colored Orphans Home, quando doveva lavorare. Nell'aprile 1893 la morte del fratello Alexander, per una malattia intestinale, la lasciò annientata.

Nel 1894 Sarah conobbe John Davis, che proveniva da De Soto (Missouri) e che andò ad abitare con lei e la figlia Leila. Si sposarono l'11 agosto 1894 davanti a un giudice di pace, il matrimonio durò fino al 1903. Pare che John preferisse il gioco d'azzardo e l'alcol piuttosto che il lavoro. Inoltre la picchiava e aveva un'amante (di nome Susie). La Walker cercò di cancellare questa sfortunata unione dalla sua memoria, anche se pare non annullò legalmente il matrimonio.

## La carriera
Come molte donne di quel tempo, Sarah sperimentò la perdita di capelli. Poiché la maggior parte degli americani non avevano acqua corrente, riscaldamento ed elettricità, facevano il bagno e lavavano i capelli raramente. Il risultato erano malattie del cuoio capelluto. Walker sperimentò rimedi casalinghi e prodotti già presenti sul mercato fino a quando sviluppò un proprio shampoo e una pomata che conteneva zolfo per mantenere il cuoio capelluto sano e favorire la crescita dei capelli.
Sullo sviluppo del suo prodotto la Walker raccontò un'improbabile storia, che da brava donna d'affari, avrebbe colpito l'immaginazione delle donne nere. Disse che la formula del suo prodotto per la crescita dei capelli le era stata rivelata in sogno da un "big black man" (un grande uomo nero).

In realtà esistevano già prodotti analoghi, come il Poro, commercializzato da un'altra donna nera, Annie Malone. La Malone nel 1902 aprì una sede della sua ditta, che l'avrebbe resa milionaria, a St. Louis, in previsione della fiera mondiale del 1904, e assunse come venditrice la Walker.
Nel 1905 la Walker si trasferì a Denver, dove si sposò, per la terza volta (nel 1905 o 1906), con Charles Joseph Walker, un venditore di pubblicità ai giornali.

Ormai era decisa a creare e vendere una sua linea di prodotti per la cosmesi dei capelli.

A Denver pare abbia conosciuto Edmund L. Scholtz, un venditore di farmaci o farmacista. Secondo alcune fonti avrebbe trovato lavoro come cuoca presso di lui. Altri ritengono sia stata una conoscenza casuale, e che si fece aiutare nella realizzazione dei suoi prodotti per capelli.

Naturalmente ne seguì una rottura con la Malone (di cui era agente di vendita), che mise un avviso sui suoi inserti pubblicitari "beware of imitations" (attenzione alle imitazioni).

In realtà non si poteva parlare né di brevetto né di copiatura, perché l'uso regolare di shampoo, il massaggio del cuoio capelluto, un'alimentazione equilibrata e l'uso di sostanze a base di zolfo erano noti fin dal XVI secolo.
Sarah Breedlove iniziò a commercializzare i suoi prodotti come Madam C. J. Walker. Cominciò vendendo lei stessa il suo "Madam Walker's Wonderful Hair Grower" porta a porta. Estese la sua linea di prodotti per capelli. Pian piano ampliò le vendite a tutti gli Stati Uniti. Mentre sua figlia Lelia gestiva la vendita per corrispondenza da Denver, la Walker e il marito viaggiavano in tutto gli Stati orientali e meridionali. Si stabilirono a Pittsburgh nel 1908, dove aprirono il Lelia College per preparare quelle che chiamava "hair culturists" o "Walker agents". Erano donne di colore, altrimenti destinate a umili lavori, a cui insegnava i fondamenti della cosmesi e della tricologia e che vendevano porta a porta, guadagnando molto di più di quanto potevano sperare di ottenere come domestiche o cuoche. Avevano una "divisa" costituita da una camicetta bianca e gonna nera e portavano i prodotti da presentare e i loro attrezzi in borse nere.
Ad esse dava anche lezioni su questioni politiche e sociali, incoraggiandole a diventare economicamente indipendenti e proponendosi come esempio. Il loro numero variò nel corso degli anni e le fonti sono discordanti; sembra che raggiunsero un massimo di 10 o 20 migliaia. Nel corso degli anni '10 incontrò Marjorie Joyner e la arruolò nel suo crescente impero, facendole assumere ruoli dirigenziali via via maggiori. Proprio la Joyner sarà la prima donna afroamericana a vedersi registrare un brevetto nel 1928, ovvero una macchina migliorata per fare la permanente.
Nel 1910 la Walker si trasferì a Indianapolis, nell'Indiana, dove stabilì il suo quartier generale e costruì una fabbrica per produrre i cosmetici.

Con i suoi viaggi fatti nei primi anni del novecento a Cuba, Haiti, Panama e Costa Rica riuscì ad estendere la vendita dei suoi prodotti in tutti i Caraibi.
Tra il 1913 e il 1915 la Walker, su consiglio della figlia, acquistò due case ad Harlem nella 136th Street (ai numeri 108 e 110), dove oltre alle loro abitazioni, sistemarono un salone di bellezza e la scuola per le venditrici. La Walker vi si trasferì nel 1916.

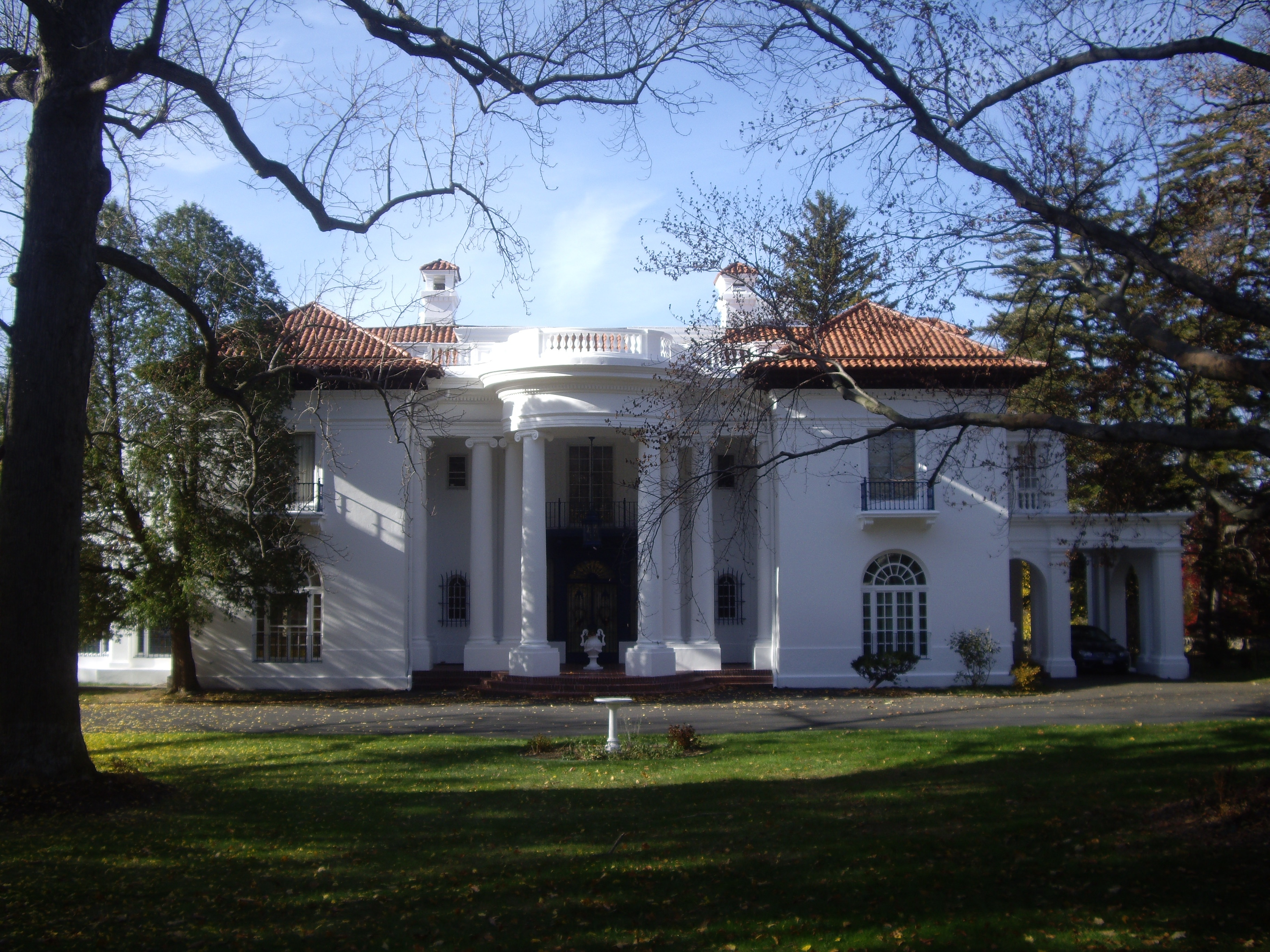
Villa Lewaro a Irvington (New York)

Nel 1917 si spostò nella sua proprietà, a Irvington (New York), Villa Lewaro, che era stata progettata da Vertner Woodson Tandy, il primo architetto nero con licenza dello Stato di New York e membro fondatore della associazione Alpha Phi Alpha (ΑΦΑ). Il nome Lewaro lo diede Enrico Caruso, che era un amico, usando le prime due lettere del nome della figlia LElia WAlker RObinson.
Nella casa installò un organo da 8 000 dollari, splendidi arredi, statue di bronzo e marmo, candelabri di cristallo, arazzi e dipinti.

La costruzione della casa era costata 250 000 dollari.
La villa venne poi acquistata dal banchiere Harold E. Doley, Jr.
Negli ultimi anni si occupò di politica, per promuovere le condizioni della comunità nera.
In un primo momento fu snobbata da Booker T. Washington,

ma nel meeting della National Negro Business League a Chicago in 1912, ebbe un posto sul podio. E volle narrare la sua storia:
"I am a woman that came from the cotton fields of the South. I was promoted from there to the wash-tub. Then I was promoted to the cook kitchen, and from there I promoted myself into the business of manufacturing hair goods and preparations" (Sono una donna che proveniva dai campi di cotone del sud. Sono stata promossa lavandaia. Poi sono stata promossa cuoca e da lì mi sono promossa da sola nel mondo degli affari ideando e realizzando prodotti per capelli).
Verso la fine della sua vita conosceva o era amica di Booker T. Washington, Mary McLeod Bethune, W. E. B. Du Bois, James Weldon Johnson, Mary Burnett Talbert, William Monroe Trotter, Ida B. Wells e Bert Williams.

Era iscritta e generosa sostenitrice della National Negro Business League (NNBL), della National Association of Colored Women's Clubs (NACWC), della National Association for the Advancement of Colored People (NAACP).

Dopo i disordini razziali di East St. Louis (maggio e giugno 1917) fece parte del comitato organizzatore della "Silent Protest Parade" (1917) (la manifestazione di protesta contro il linciaggio e la violenza contro i neri, svoltasi a New York, per appoggiare l'approvazione di una legge che rendesse il linciaggio un crimine federale) e finanziò con 5 000 dollari la National Conference on Lynching (Conferenza nazionale contro il linciaggio).

Nel 1918 al congresso biennale della National Association of Colored Women (NACW) fu ringraziata per aver dato il più grande contributo per salvare la casa dell'abolizionista Frederick Douglass ad Anacostia (Washington, DC) e farne un museo.
Ogni anno spendeva 10.000 dollari per la formazione di giovani neri nei college del sud e inviava sei giovani al Tuskegee Institute.
Fondò l'International League of Darker Peoples. La lega sorse il 2 gennaio 1919 nella sua villa sull'Hudson, ad opera, oltre che della Walker, di Marcus Garvey, del socialista A. Philip Randolph  e del leader della comunità di Harlem, il Rev. Adam Clayton Powell Sr. Il suo scopo era di aiutare la pletora di gruppi di neri a porre domande coerenti alla Conferenza di pace di Parigi (1919). La lega si dissolse dopo la morte della Walker.
Poco prima di morire la Walker iniziò la costruzione del "Walker Building and Theatre" a Indianapolis. Il progetto fu completato dalla figlia Lelia e aprì al pubblico nel dicembre 1927.

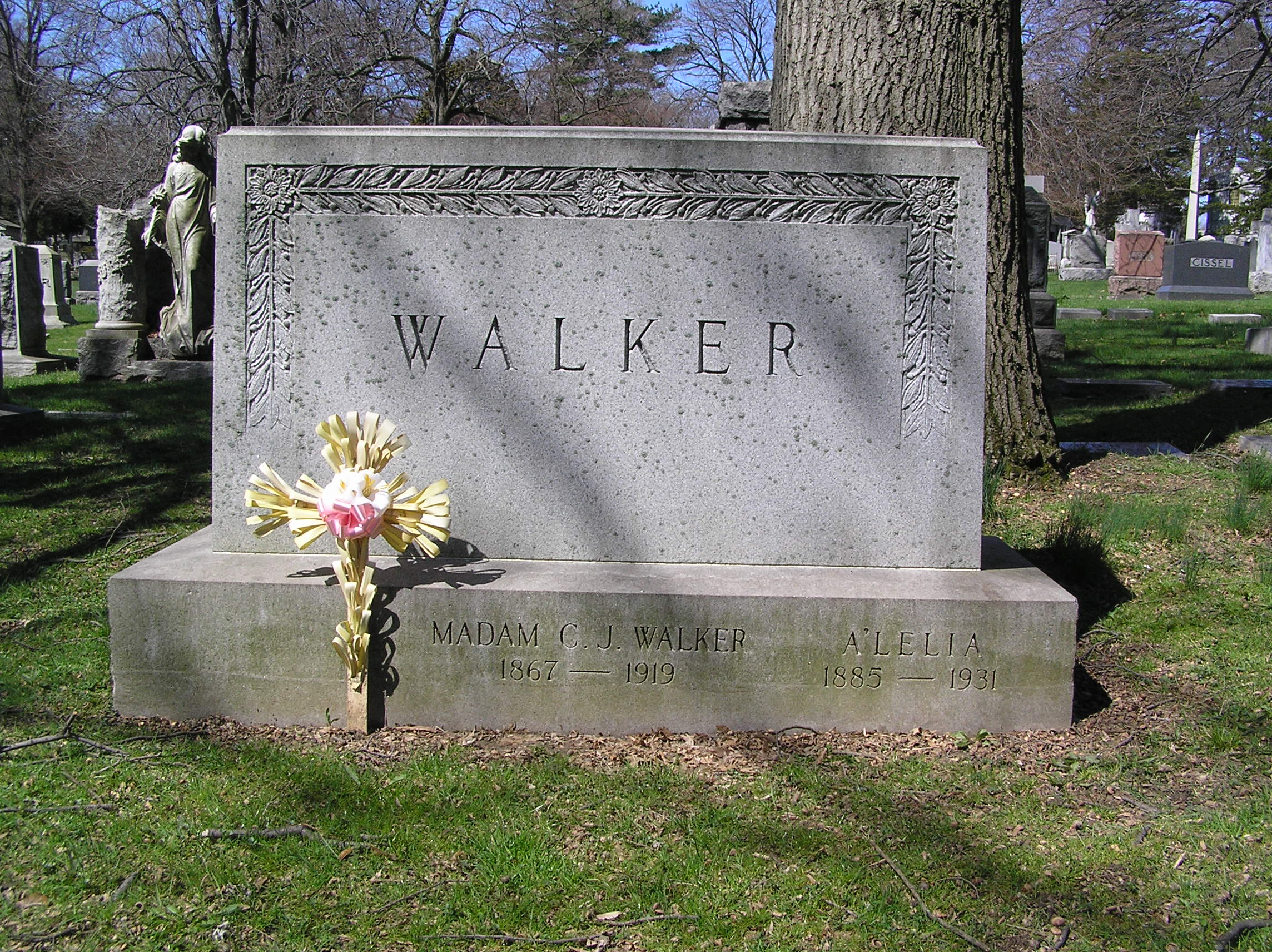
La tomba di Madam C. J. Walker (Woodlawn Cemetery nel Bronx).

Madam C. J. Walker morì a Villa Lewaro la domenica 25 maggio 1919 a causa di complicazioni dovute all'ipertensione. Aveva 51 anni.
È sepolta nel Woodlawn Cemetery (nel Bronx), come la figlia Leila McWilliams.
Alla sua morte era considerata la più ricca donna afroamericana degli Stati Uniti ed era nota per essere la prima americana che era diventata milionaria con le sole sue forze.
La Walker lasciò un patrimonio allora valutato 600 000 dollari (pari a 6 milioni di dollari di oggi)..
Nel necrologio della Walker pubblicato dal New York Times "aveva detto lei stessa due anni prima [nel 1917] che non era ancora una milionaria, ma sperava di diventarlo in qualche tempo".
Sua figlia Lelia divenne la presidentessa della "Madam C. J. Walker Manufacturing, Company". anche se dopo la morte della madre i suoi interessi mutarono: preferiva occuparsi di arte e fu una protagonista dell'Harlem Renaissance negli anni venti. In ogni caso il controllo dell'impresa restò nelle mani di Freeman Ransom, a cui già negli ultimi anni la Walker aveva ceduto la gestione degli affari.

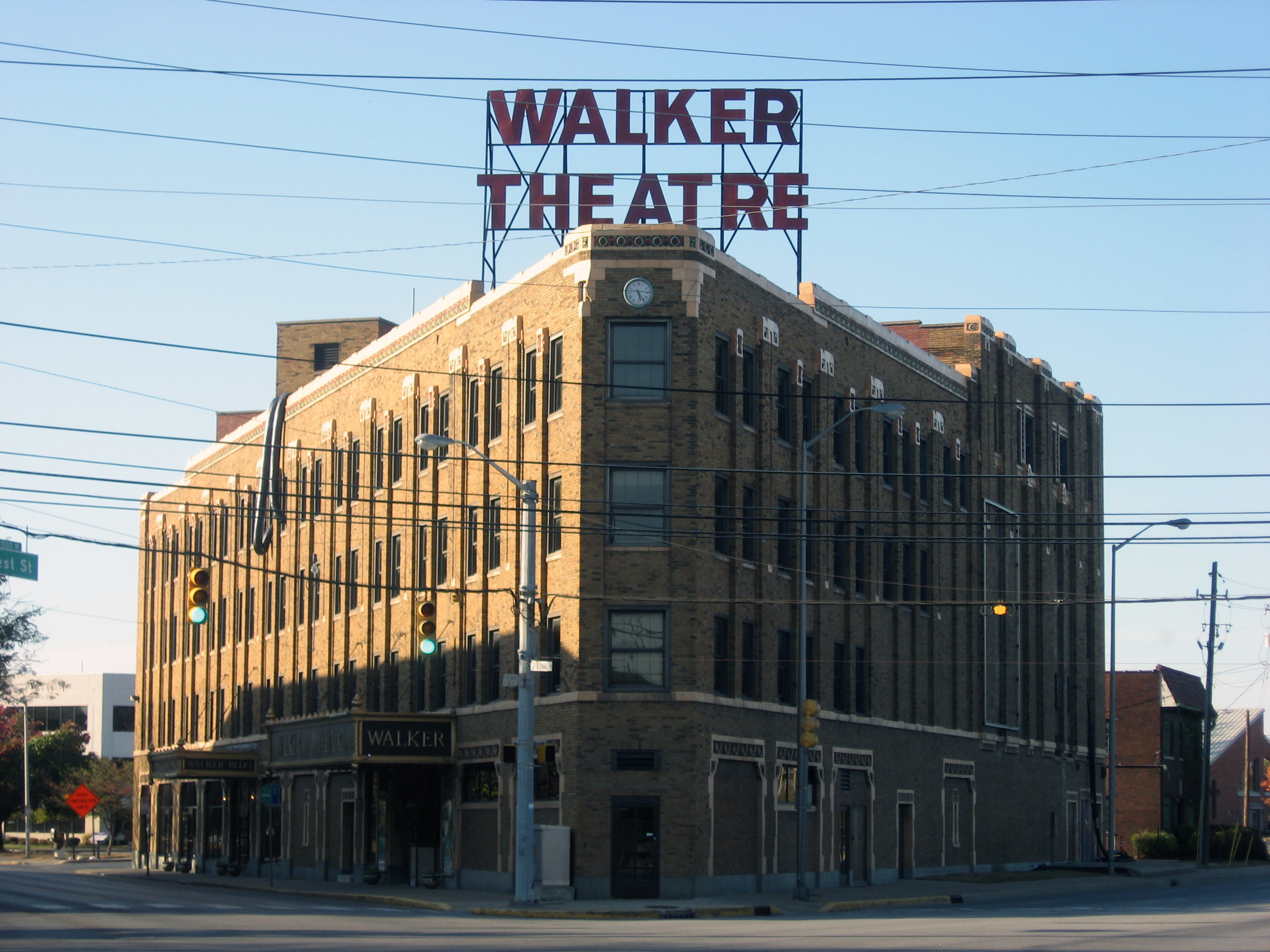
Madame C.J. Walker Building che ospita il Madame Walker Theatre Center (Indianapolis).

## Riconoscimenti
- Nel 1993 è stata inserita nella National Women's Hall of Fame.[39]
- Il 28 gennaio del 1998, l'United States Postal Service, ha emesso il terzo francobollo (da 32 cent) della Black Heritage Series, dedicato a Madam C. J. Walker. I due precedenti erano dedicati a Harriet Tubman e Jackie Robinson.[28][40]
- Il 16 marzo 2010 il deputato Charles Rangel ha presentato la risoluzione congiunta HJ81,[41] in cui si riconosceva la sua importanza come imprenditrice, filantropa e attivista; un modello per le donne, gli afroamericani, gli imprenditori e i giovani della Nazione.
- Nel dicembre 2010, il sindaco di New York Michael Bloomberg ha firmato una legge che intitolava il blocco della 136th Street, tra Malcolm X Boulevard (o Lenox Avenue) e la Seventh Avenue, come Madam C.J & A'Lelia Walker Place.[42]
- Il Guinness dei primati indicò la Walker come la prima donna a diventare milionaria per i suoi propri meriti.[43]
- Nel 2002, lo studioso Molefi Kete Asante, ha inserito Madam C. J. Walker nella lista dei 100 afroamericani più importanti della storia.[44][45][46]

## Serie TV
Nel 2020, l'attrice Octavia Spencer ha interpretato la Walker in una serie TV basata sulla biografia della Walker scritta da A'Lelia Bundles sua pronipote. La serie ha il titolo di Self Made: Inspired by the Life of Madam C.J. Walker.